# Wladimir Alexandrowitsch Sudetsch

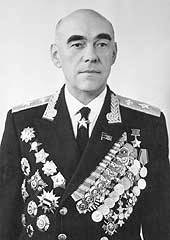
Marschall der Flieger Wladimir Alexandrowitsch Sudetsch

Wladimir Alexandrowitsch Sudetsch (russisch Влади́мир Алекса́ндрович Суде́ц; * 10. Oktoberjul. / 23. Oktober 1904greg. im Gouvernement Jekaterinoslaw, Russisches Kaiserreich; † 6. Mai 1981 in Moskau) war ein sowjetischer Offizier und zuletzt als Marschall der Flieger von 1962 bis 1966 stellvertretender Verteidigungsminister und Oberkommandierender der Sowjetischen Luftverteidigungsstreitkräfte sowie zuletzt zwischen 1966 und seinem Tode 1981 Inspektionsrat der Gruppe der Generalinspekteure im Verteidigungsministerium der UdSSR.

## Leben

### Zweiter Weltkrieg, Aufstieg zum Marschall der Flieger und stellvertretender Verteidigungsminister
Wladimir Alexandrowitsch Sudetsch trat 1925 in die Rote Armee ein und wurde später Offizier der Luftstreitkräfte der Sowjetunion. Nach zahlreichen Verwendungen als Offizier und Stabsoffizier war er nach Beginn des Deutsch-Sowjetischen Krieges (22. Juni 1941 bis 2. Mai 1945) zwischen Juni und August 1941 Kommandeur des IV. Langstreckenbomberkorps sowie von August bis Oktober 1941 Kommandeur der Luftstreitkräfte der 51. Armee. Anschließend fungierte er von 1941 bis 1942 als Kommandeur der Luftstreitkräfte im Wolga-Militärbezirk und wurde als solcher am 3. Juni 1942 zum Generalmajor der Flieger befördert. Im weitere Verlauf des Zweiten Weltkrieges war er zwischen dem 10. September 1942 und dem 31. März 1943 Kommandeur des I. Bomberkorps sowie nach seiner Beförderung zum Generalleutnant der Flieger am 17. März 1943 vom 26. März 1943 bis zum 9. Mai 1945 Kommandeur der 17. Luftarmee. In dieser Verwendung erhielt er am 25. März 1944 seine Beförderung zum Generaloberst der Flieger.
Nach Ende des Zweiten Weltkrieges war Sudetsch von 1946 bis 1949 Chef des Stabes sowie stellvertretender Oberkommandierender der Luftstreitkräfte und damit ein enger Mitarbeiter des damaligen Oberkommandierenden, Marschall der Flieger Konstantin Andrejewitsch Werschinin. Nachdem er von 1949 bis 1950 die Höhere Militärakademie „K. J. Woroschilow“ absolviert hatte, war er zwischen Oktober 1951 und Juni 1953 Kommandeur der Stabsoffizierslehrgänge der Luftstreitkräfte in Lipezk sowie von Juni 1953 bis März 1955 Kommandeur der 26. Luftarmee. Am 11. März 1955 wurde er zum Marschall der Flieger befördert und fungierte daraufhin zwischen März 1955 und April 1962 als Oberkommandierender der Langstreckenfliegerei. In Personalunion war er zudem von 1955 bis 1958 stellvertretender Oberkommandierender der Luftstreitkräfte.
Am 24. April 1962 wurde Marschall Sudetsch als Nachfolger von Marschall Sergei Semjonowitsch Birjusow als stellvertretender Verteidigungsminister und Oberkommandierender der Sowjetischen Luftverteidigungsstreitkräfte und verblieb in diesen Ämtern bis zum 1. Juli 1966, woraufhin Armeegeneral Pawel Fjodorowitsch Batizki ihn ablöste. Zuletzt war er zwischen Juli 1966 und seinem Tode am 6. Mai 1981 Inspektionsrat der Gruppe der Generalinspekteure im Verteidigungsministerium der UdSSR.

### Ehrungen und Auszeichnungen
Für seine langjährigen Verdienste wurde Sudetsch mehrfach ausgezeichnet und erhielt unter anderem folgende Orden und Auszeichnungen: den Titel Held der Sowjetunion, den Leninorden (3 Mal), den Orden der Oktoberrevolution, den Rotbannerorden (5 Mal), den Suworow-Orden Erster und Zweiter Klasse, den Kutusoworden Erster Klasse, den Orden des Roten Sterns, den Orden „Für den Dienst am Vaterland in den Streitkräften der UdSSR“, die Jubiläumsmedaille „Zum Gedenken an den 100. Geburtstag von Wladimir Iljitsch Lenin“, die Medaille „Für die Verteidigung Leningrads“, die Medaille „Für die Verteidigung Leningrads“, die Medaille „Sieg über Deutschland“, die Medaille „20. Jahrestag des Sieges im Großen Vaterländischen Krieg 1941–1945“, die Medaille „30. Jahrestag des Sieges im Großen Vaterländischen Krieg 1941–1945“, die Medaille „Für die Einnahme Budapests“, die Medaille „Für die Einnahme Wiens“, die Medaille „Für die Befreiung Belgrads“, die Medaille „30 Jahre Sowjetarmee und Flotte“, die Medaille „40 Jahre Streitkräfte der UdSSR“, die Medaille „50 Jahre Streitkräfte der UdSSR“, die Medaille „60 Jahre Streitkräfte der UdSSR“ sowie die Medaille „Zum 250-jährigen Jubiläum Leningrads“. Des Weiteren erhielt er zahlreiche ausländische Auszeichnungen.